# 세포사
세포사(cell death)는 생물학적 세포가 기능 수행을 중단하는 사건이다. 이는 세포예정사처럼 오래된 세포가 죽어 새로운 세포로 대체되는 자연적인 과정의 결과일 수도 있고, 질병, 국소적 손상, 세포가 속한 유기체의 죽음과 같은 요인으로 인해 발생할 수도 있다. 세포자살 또는 제1형 세포사와 오토파지 또는 제2형 세포사는 모두 세포예정사의 형태인 반면, 괴사는 감염이나 손상의 결과로 발생하는 비생리적 과정이다.

## 같이 보기
- PD-1